# Leguwa
Leguwa (nep. लेगुवा) – gaun wikas samiti we wschodniej części Nepalu w strefie Kośi w dystrykcie Dhankuta. Według nepalskiego spisu powszechnego z 2001 roku liczył on 943 gospodarstw domowych i 4742 mieszkańców (2502 kobiet i 2240 mężczyzn).